# Lípa nad Orlicí
Lípa nad Orlicí település Csehországban, Rychnov nad Kněžnou-i járásban. Lípa nad Orlicí Čestice, Týniště nad Orlicí és Žďár nad Orlicí településekkel határos. Lakosainak száma 599 fő (2024. január 1.).

## Népesség
A település lakosságának változását az alábbi diagram mutatja:
| Lakosok száma | 600  | 541  | 557  | 585  | 461  | 428  | 539  | 585  | 577  | 599  |
|               | 1869 | 1890 | 1921 | 1950 | 1980 | 2001 | 2017 | 2019 | 2022 | 2024 |